# Ecbasis captivi
L'Ecbasis captivi (titolo completo: Ecbasis cuiusdam captivi per tropologiam, "La fuga di un qualche prigioniero tramite l'allegoria") è un'opera anonima latina che data probabilmente alla metà dell'XI secolo, forse scritto nella regione francese dei Vosgi.  È il più antico esempio di una favola di animali in area europea, e il primo esempio nel medio evo europeo di animali antropomorfi. L’opera è un centone di Orazio che riprende versi anche di Virgilio, Lucano, Giovenco e Prudenzio: consiste nell'epopea animalesca latina di 1229 esametri dattilici che formano versi leonini. 

Il testo sopravvive in due manoscritti, entrambi alla Biblioteca reale del Belgio rinvenuti nel 1838 da Jakob Grimm.

## Autore
La datazione dell'opera è discussa. Per Heinz Thomas, l’Ecbasis captivi si daterebbe al 1083-1106, sotto il regno di Enrico IV che potrebbe essere riconosciuto nel rex Heinricus del v. 132.
Attribuito a torto ad Umberto di Silva Candida, il suo autore potrebbe essere stato un monaco di Toul. Si tratterebbe di un maestro di una scuola monastica della Lotaringia, forse l'Abbazia di San Massimino di Treviri, che verosimilmente è transitato per Moyenmoutier e per l'abbazia di Sant'Apro di Toul. 

## Trama
L'opera è divisa in tre parti: un prologo (vv. 1-68) seguito da due racconti, detti favole (vv. 69-1229); il secondo racconto (vv. 392-1097) è la favola interna, perché è inserita nella prima (vv. 69-391 e 1098-1229), detta favola esterna.
La trama del poema ruota intorno ad una favola nella favola. Nell'812, a Pasqua, un vitello si annoia nella stalla e decide di raggiungere i genitori.  Viene quindi catturato da un lupo che lo attira nella propria tana. Ma il vitello invoca la pace del re Enrico e il lupo acconsente ad attendere il giorno dopo prima di mangiare il vitello. Nel frattempo gli altri animali della fattoria giungono alla grotta del lupo. 
La favola interna è quindi narrata: si spiega il motivo dell'inamicizia tra lupo e volpe. Il leone, re degli animali, è malato ai reni. Tutti gli animali suggeriscono cure per il leone, tranne la volpe. Il lupo suggerisce che la volpe dovrebbe essere impiccata per non esseresi presentata davanti al leone per offrirgli la sua cura. Una pantera avverte la volpe di presentarsi e difendersi. La volpe spiega di essere stata in pellegrinaggio e presenta la sua cura: scuoiare il lupo affinché il leone possa usarne la pelle per dormirci dentro. La cura riesce e il leone si riprende. I cortigiani cantano paragonando la sofferenza del leone alla passione di Cristo mentre la volpe sostituisce il lupo come reggente del leone.
Il leone, quindi, si mostra alla folla adegli animali che consente al vitello di fuggire. Il lupo è incornato dal toro e la volpe scrive un epitafio per lui.

## Interpretazione
Henry Hallam ha illustrato l'importanza del poema, non solo perché è la prima favola medievale in cui i protagonisti sono animali, ma anche perché unisce la tradizione classica delle favole antropomorfe come quelle di Esopo con l'allegoria cristiana dei bestiari esemplificata nel Fisiologo e simili opere popolari.
Anche la storia della cura del leone ha un parallelo nelle favole di Esopo (cfr. Fabula 72). In seguito fu ripresa dal Roman de Renart, sotto il titolo Renart si comme il fut mires (médecin),  e poi da Jean de La Fontaine, nella favola dal titolo Il leone, il lupo e la volpe (Fables, VIII, 3).
Se da una parte il lupo della storia sarebbe la rappresentazione di Satana, dall'altra parte potrebbe rappresentare un monaco, la cui figura è spesso rappresentato come avida nella letteratura del tempo.